# Ypsolopha costibasella
Ypsolopha costibasella là một loài bướm đêm thuộc họ Ypsolophidae. Nó được tìm thấy ở Sơn Tây ở Trung Quốc.